# Paulie
Paulie este un film american dramatic de comedie din 1998 despre un papagal numit Paulie. Este regizat de John Roberts, cu Jay Mohr, Tony Shalhoub, Gena Rowlands, Cheech Marin, Bruce Davison, și Trini Alvarado în rolurile principale.